# Micromus costulatus
Micromus costulatus är en insektsart som beskrevs av Victor Ivanovitsch Motschulsky 1863. Micromus costulatus ingår i släktet Micromus och familjen florsländor. Inga underarter finns listade i Catalogue of Life.